# Лекс (коммуна)
Лекс (фр. Laix) — коммуна во французском департаменте Мёрт и Мозель региона Лотарингия. Относится к  кантону Вильрюп.

## География
Лекс расположен в 50 км к северо-западу от Меца. Соседние коммуны: Шеньер на севере, Виллер-ла-Монтань на востоке, Морфонтен на юго-востоке, Виль-о-Монтуа на юге, Балье на юго-западе.

## Демография
Население коммуны на 2010 год составляло 205 человек.
| 1962 | 1968 | 1975 | 1982 | 1990 | 1999 | 2010 |
| ---- | ---- | ---- | ---- | ---- | ---- | ---- |
| 210  | 209  | 222  | 215  | 181  | 203  | 205  |

## Галерея
- Лавуар.
- Часовня при кладбище.